# Lední hokej na Zimních olympijských hrách 1988 – kvalifikace
Kvalifikace na olympijský turnaj 1988 byla soutěž hokejových reprezentačních celků, která určila dvanáctého účastníka olympijského turnaje.

## Kvalifikované týmy
| Událost                                                         | Termín                     | Místo           | Počet míst | Kvalifikováni                                                                    |
| --------------------------------------------------------------- | -------------------------- | --------------- | ---------- | -------------------------------------------------------------------------------- |
| 8 nejlepších z Mistrovství světa v ledním hokeji 1987 Skupina A | 17. dubna – 3. května 1987 | Rakousko        | 8          | Kanada Finsko Sovětský svaz Švýcarsko Švédsko Československo USA Západní Německo |
| 3 nejlepších z Mistrovství světa v ledním hokeji 1987 Skupina B | 26. března – 5. dubna 1987 | Itálie          | 3          | Polsko Norsko Rakousko                                                           |
| Kvalifikační turnaj                                             | 11. a 12. dubna 1987       | Západní Německo | 1          | Francie                                                                          |
| CELKEM                                                          |                            |                 | 12         |                                                                                  |

## Přímý postup na OH
Přímo na olympijské hry se kvalifikovalo osm týmů z mistrovství světa 1987 skupiny „A“ (včetně pořádající Kanady) a tři nejlepší ze skupiny „B“. O poslední místo se utkali čtvrtý tým ze skupiny „B“ a nejlepší z skupiny „C“ mistrovství světa 1987.
| Pořadí | Tým             | MS 1987     |
| ------ | --------------- | ----------- |
| 1.     | Švédsko         | skupina "A" |
| 2.     | Sovětský svaz   | skupina "A" |
| 3.     | Československo  | skupina "A" |
| 4.     | Kanada          | skupina "A" |
| 5.     | Finsko          | skupina "A" |
| 6.     | Západní Německo | skupina "A" |
| 7.     | USA             | skupina "A" |
| 8.     | Švýcarsko       | skupina "A" |
| 9.     | Polsko          | skupina "B" |
| 10.    | Norsko          | skupina "B" |
| 11.    | Rakousko        | skupina "B" |
| 12.    | Francie         | skupina "B" |
| 13.    | NDR             | skupina "B" |
| 14.    | Itálie          | skupina "B" |
| 15.    | Nizozemsko      | skupina "B" |
| 16.    | Čína            | skupina "B" |
| 17.    | Japonsko        | skupina "C" |
| 18.    | Dánsko          | skupina "C" |
| 19.    | Rumunsko        | skupina "C" |
| 20.    | Jugoslávie      | skupina "C" |
| 21.    | Maďarsko        | skupina "C" |
| 22.    | Bulharsko       | skupina "C" |
| 23.    | Severní Korea   | skupina "C" |
| 24.    | Španělsko       | skupina "C" |
| 25.    | Belgie          | skupina "D" |
| 26.    | Austrálie       | skupina "D" |
| 27.    | Jižní Korea     | skupina "D" |
| 28.    | Nový Zéland     | skupina "D" |
| 29.    | Hongkong        | skupina "D" |

## Kvalifikace o postup na OH
Kvalifikace se hrála na neutrálním ledě v západoněmeckém Ratingenu ve dnech 11. a 12. dubna 1987. V případě nerozhodného výsledku po odehrání obou zápasů, by se o vítězi rozhodlo v penaltovém rozstřelu, který zavedla IIHF v roce 1980.
| 11. dubna 1987                                                           | Francie                                                                  | 7:4 (1:1, 4:2, 2:1) | Japonsko                                                   | Eissporthalle am Sandbach, Ratingen |  |
| Christian Pouget Antoine Richer Guy Dupuis Paulin Bordeleau Peter Almasy | Christian Pouget Antoine Richer Guy Dupuis Paulin Bordeleau Peter Almasy |                     | Kazumi Unjo Shuichi Nakasato Kazuma Tonosaki Hayato Aoyama |                                     |  |

| 12. dubna 1987            | Japonsko                  | 3:2 (2:1, 1:1, 0:0) | Francie                       | Eissporthalle am Sandbach, Ratingen |  |
| Motoki Ebina Norio Suzuki | Motoki Ebina Norio Suzuki |                     | Paulin Bordeleau Peter Almasy |                                     |  |

 Francie vyhrála celkově 9:7 a kvalifikoval se tak na zimní olympijské hry 1988.